# 旧校舎の悪夢
『旧校舎の悪夢』（きゅうこうしゃのあくむ）は、福永まこによる日本の漫画作品。2013年『ちゃおデラックスホラー春号』（小学館）掲載。後に、同原作者の『放課後デスゲーム』に収録された。

## あらすじ
1人の女性教師が幽霊が出るという旧校舎に纏わる話を生徒たちに語り始めた。それは、安藤、椎名、棚橋、斉藤の4人の小学生を襲った恐怖の話だった。

## 登場人物
安藤
本作の主人公で小学6年生の少女。真面目で優しい性格。
転校して来て間もない頃、椎名たちに誘われて、佐倉聡志の霊が出るという旧校舎に肝試しに訪れる。旧校舎に纏わる怪談の正体は、転校生の自分を馴染ませようと椎名たちが考えたものだったことを知るが、その直後、作り話だった怪談が本当のものとなり、椎名たちは死亡。自身は左腕を火傷し、窓から転落してしまうが、辛うじて一命を取り留める。
それから10年後、母校の小学校教師になり、生徒たちが旧校舎に近づかないようにしている。生徒たちに怪談を語って聞かせた際には、自身の火傷も見せた。
椎名
安藤のクラスメイトで小学6年生の少年。やんちゃで口が悪い。100円ライターを持ち歩いている。
旧校舎の肝試しでは安藤と行動を共にし、安藤とは逆に死者の佐倉を貶す発言や態度を見せる。安藤にネタ晴らしをした直後、開かずの理科室が開き、逃げ遅れた安藤に目もくれずに逃げ出すが床に零れた灯油で滑った際、自身のライターが引火し、生きたまま焼死するという無残な最期を遂げる。
棚橋
安藤のクラスメイトで小学6年生の少年。
旧校舎の肝試しでは斉藤と行動を共にし、佐倉の写真から作ったお面で脅かす役と理科室の入り口の煤の演出を担当。逃げ出した際には安藤を心配する発言をしたが助けには戻らず、椎名と斉藤と同じ末路を迎える。
斉藤
安藤のクラスメイトで小学6年生の少女。
旧校舎の肝試しでは、棚橋と行動を共にし、佐倉の机の落書きを担当。逃げ出した際には安藤を突き飛ばしてしまうが、それにより、安藤は命拾いし、自身は椎名と棚橋と同じ末路を迎える。
佐倉聡志
安藤たちが通っている小学校の元生徒。
6年生時は2組に所属していたがクラスでいじめに遭っており、旧校舎の理科室のロッカーに隠れていたところをゴミ箱にいたずらで投げ込まれた火の付いたアルコールランプで理科室が炎上・焼死してしまう。その為、当時の卒業アルバムの集合写真には、彼だけ別に写っている。
最初は椎名たちが安藤をクラスに馴染ませるための作り話だったが本当のことに変わり、安藤以外を焼死させる。安藤に対しては椎名たちのように自身の死を嘲笑せず、同情や罪悪感を抱いていたことに免じてか命までは奪わず、左腕の火傷だけで済ませた。

## 書誌情報
- 福永まこ『放課後デスゲーム』小学館〈少コミフラワーコミックス〉、全1巻
  1. 2015年10月26日発売 ISBN 978-4-09-137844-6